# Ramal de Montemor
El Ramal de Montemor, también conocido como Ramal de Montemor-o-Novo o Línea de Montemor-o-Novo, fue un tramo ferroviario que unía las estaciones de Torre da Gadanha y Montemor-o-Novo, en Portugal; entró en servicio el 2 de septiembre de 1909, y fue cerrado en 1989.

## Características

### Descripción
El Ramal unía la estación de Torre da Gadanha, en la Línea del Alentejo, a la ciudad de Montemor-o-Novo, en una distancia total de 12,8 km. Tenía un apeadero, que servía a la localidad de Paião. La mayor infraestructura en el Ramal era el Puente de Almansor, que cruzaba el curso de agua con el mismo nombre junto a la Estación de Montemor-o-Novo.

### Servicios
En 1972, existían varios servicios ferroviarios directos, con composiciones mixtas, entre Montemor-o-Novo y Barreiro, con transbordo fluvial entre esta estación y Terreiro do Paço; también existían dos convoyes diarios del mismo tipo entre Montemor-o-Novo y Torre da Gadanha. En 1984, los servicios directos entre Torre da Gadanha y Montemor-o-Novo ya habían sido suprimidos, siendo efectuados tan solo dos conexiones por día, una ascendente y otra descendiente, entre esta localidad y Barreiro.

## Historia

### Planificación, construcción e inauguración
La financiación para la construcción de este ferrocarril se obtuvo de forma semejante a la utilizada por el Ramal de Montijo, o sea, la Cámara Municipal de Montemor-o-Novo obtuvo, al amparo de un decreto del 12 de junio de 1907, la cantidad de 170.000$000 para este proyecto; el Ramal fue abierto el 2 de septiembre de 1909, habiendo generado, desde el principio, un elevado rendimiento, por lo que el préstamo fue concedido por un decreto de 1 de mayo de 1911.

### Declive, cierre y conversión en autopista
En 1970, esta fue una de las conexiones sobre las cuales la Compañía de los Caminhos de Ferro Portugueses realizó estudios, debido al bajo tráfico ferroviario obtenido; el objetivo de estos estudios era decidir sobre si compensaba el mantenimiento de los convoyes por parte de la Compañía, recibiendo subsidios del estado.
El Ramal fue cerrado en 1989. En mayo de 2005, ya habían sido retiradas las vías y el balastro, y la vegetación ya había invadido parcialmente el antiguo camino de la vía, pero los edificios del Apeadero de Paião y de las Estaciones de Montemor-o-Novo y Torre de la Gadanha se encontraban, no obstante, en buen estado de conservación; en ese momenot, existía un proyecto para la conversión del antiguo trazado ferroviario en la Autopista Montemor-o-Novo - Torre da Gadanha.